# Danil Kuraksin
Danil Kuraksin (Tallinn, 4 aprile 2003) è un calciatore estone, centrocampista del Flora Tallinn.

## Carriera

### Club
Cresciuto nel settore giovanile del Flora Tallinn, debutta in prima squadra il 7 agosto 2020 in occasione dell'incontro di Meistriliiga vinto 3-0 contro il Kuressaare.

### Nazionale
Ha giocato nelle nazionali giovanili estoni Under-19 ed Under-21.
Il 2023 ha esordito con la nazionale maggiore estone nell'amichevole vinta 0-1 contro la Finlandia.
L'8 giugno 2024, alla seconda presenza, realizza la sua prima rete per la massima selezione estone nel successo per 4-1 contro le Fær Øer.

## Statistiche
Statistiche aggiornate al 25 novembre 2021.

### Presenze e reti nei club
| Stagione        | Squadra          | Campionato      | Campionato | Campionato | Coppe nazionali | Coppe nazionali | Coppe nazionali | Coppe continentali | Coppe continentali | Coppe continentali | Altre coppe | Altre coppe | Altre coppe | Totale | Totale | Totale |
| Stagione        | Squadra          | Comp            | Pres       | Reti       | Comp            | Pres            | Reti            | Comp               | Pres               | Reti               | Comp        | Pres        | Reti        | Pres   | Reti   |        |
| --------------- | ---------------- | --------------- | ---------- | ---------- | --------------- | --------------- | --------------- | ------------------ | ------------------ | ------------------ | ----------- | ----------- | ----------- | ------ | ------ | ------ |
| 2018            | Flora Tallinn II | EL              | 2          | 0          |                 | -               | -               |                    | -                  | -                  |             | -           | -           | 2      | 0      |        |
| 2019            | Flora Tallinn II | ML              | 22         | 2          |                 | -               | -               |                    | -                  | -                  |             | -           | -           | 22     | 2      |        |
| 2020            | Flora Tallinn II | EL              | 27         | 4          |                 | -               | -               |                    | -                  | -                  |             | -           | -           | 27     | 4      |        |
| 2021            | Flora Tallinn II | EL              | 10         | 2          |                 | -               | -               |                    | -                  | -                  |             | -           | -           | 10     | 2      |        |
| 2020            | Flora Tallinn    | ML              | 1          | 0          | CD              | 2               | 0               | UCL+UEL            | 0                  | 0                  |             | -           | -           | 3      | 0      |        |
| 2021            | Flora Tallinn    | ML              | 12         | 3          | CD              | 0               | 0               | UCL+UEL+UECL       | 1+0+3              | 0                  |             | -           | -           | 16     | 3      |        |
| Totale carriera | Totale carriera  | Totale carriera | 74         | 11         |                 | 2               | 0               |                    | 4                  | 0                  |             | -           | -           | 80     | 11     |        |

## Palmarès

### Club

#### Competizioni nazionali
- Campionato estone: 2

Flora Tallinn: 2022, 2023
- Supercoppa d'Estonia: 1

Flora Tallinn: 2024

#### Competizioni internazionali
- Coppa della Livonia: 1

Flora Tallinn: 2023

### Nazionale
- Coppa del Baltico: 1

2024